# Wright R-1300
Wright R-1300 Cyclone 7 je americký vzduchem chlazený sedmiválcový přeplňovaný hvězdicový motor vyráběný společností Curtiss-Wright.

## Vývoj a popis
Motor R-1300 byl vlastně jednořadá verze hvězdicového motoru Wright R-2600. Motor byl sériově vyráběn, avšak nebyl příliš rozšířen. Projektování a vývoj byl zahájen v roce 1942, ale prvního letu se motor dočkal až v roce 1949. Motor byl také vyráběn v licenci společnostmi Kaiser-Frazer a později společností AVCO Lycoming.
Motor byl používán ve verzi R-1300-1A, -1B u první verze letounu North American T-28 Trojan a ve verzi R-1300-3,-3A,-3C,-3D u vrtulníku Sikorsky UH-19 Chickasaw. Motor R-1300-1B byl používán i u zemědělského letounu Ayres Thrush. Motory R-1300-4 a -4A byly používány u neztužených vzducholodí třídy N.
První motory měly problémy s vibracemi, to bylo později vyřešeno.

## Varianty
- R-1300-2 – verze motoru R-1300-1 s přímým pohonem bez redukce otáček. Stejně jako původní motor používal karburátor PDF1.[2]
- R-1300-3 – motor se sníženým výkonem na 690,3 k (515 kW) s nuceným chlazením vzduchem. Motor používal karburátor PD9G1.[2]
- R-1300-4 – motor podobný jako R-1300-1 s různými doplňky.[2]

## Použití
- neztužené vzducholodě třídy N
- North American T-28 Trojan
- Rockwell Thrush Commander
- Sikorsky H-19
- Westland Whirlwind[zdroj⁠?!]

## Specifikace (R-1300-1A)
Data pocházejí z „Type Certificate Data Sheet 5E-14.

### Technické údaje
- Typ: sedmiválcový přeplňovaný vzduchem chlazený hvězdicový motor
- Vrtání:  6 a 1/8 palce (cca 155,58 mm)
- Zdvih: 6 a 5/16 palce (cca 160,34 mm)
- Zdvihový objem: 21,335 l
- Délka: 1,225 m
- Průměr: 1,397 m
- Hmotnost: 478 kg

### Součásti motoru
- Ventilový rozvod: Dva OHV ventily na válec, výfukový ventil chlazen sodíkem
- Kompresor (dmychadlo): jednostupňový
- Palivový systém: spádový karburátor Stronbergova typu PD9F1 s automatickou kontrolou směsi
- Palivo: letecký benzín
- Chlazení: vzduchem chlazený motor
- Redukce otáček vrtule: 16:9

### Výkony
- Výkon: 800 k (596 kW)
- Poměr výkonu a zdvihového objemu: 27,94 kW/l
- Kompresní poměr: 6,2:1
- Poměr výkonu a hmotnosti: 1,25 kW/kg

#### Související vývoj
- Rodina motorů Wright Cyclone
- Wright R-1820 Cyclone 9
- Wright R-2600 Cyclone 14
- Wright R-3350 Cyclone 18 (Duplex Cyclone)